# Litomyšls slott
Litomyšls slott är ett monumentalt renässansslott i staden Litomyšl i Tjeckien uppfört 1568-1581. Slottet är inte bara känt för sin arkitektur utan även för att det är den tjeckiska kompositören Bedřich Smetanas födelseplats. På den mycket stora planen framför slottet står ett stadshus av gotiskt ursprung och en serie renässans och barockbyggnader, många med arkader och välvda bottenvåningsrum. Ett av de mer iögonfallande av dessa är U Rytířů med sin speciella fasad.
Utöver slottsinteriören, förekommer det konserter och teaterföreställningar i barockteatern, amfiteatern i slottsparken och i Smetanas hus. År 1999 sattes slottet upp på världsarvslistan.